# 18157 Craigwright
18157 Craigwright este un asteroid din centura principală de asteroizi.

## Descriere
18157 Craigwright este un asteroid din centura principală de asteroizi. A fost descoperit pe 1 august 2000 la Socorro, New Mexico, în cadrul proiectului LINEAR. Asteroidul prezintă o orbită caracterizată de o semiaxă mare de 2,48 ua, o excentricitate de 0,10 și o înclinație de 7,7° în raport cu ecliptica.